# دیک هاریسون
دیک والتر هاریسون (به انگلیسی: Dick Walther Harrison) (زاده ۱۰ آوریل ۱۹۶۶) یک تاریخ‌نگار سوئدی است که در بخش هوددینگه زاده شده و بیشتر جوانی خود را استفانستورپ در استان اسکونه بسر برده‌است.